# Brancus muticus
Brancus muticus là một loài nhện trong họ Salticidae.
Loài này thuộc chi Brancus. Brancus muticus được Eugène Simon miêu tả năm 1902.